# Luis Armando Reynoso
Luis Armando Reynoso Femat (Aguascalientes, 15 augustus 1957) is een Mexicaans politicus van de Nationale Actiepartij (PAN).
Hij studeerde Civiele techniek aan de Technologische Universiteit van Monterrey. In 1994 sloot hij zich aan bij de PAN. In 1999 werd hij tot burgemeester van Aguascalientes gekozen, en van in 2004 tot 2010 was gouverneur van de gelijknamige staat.